# Championnats panaméricains juniors d'athlétisme 2007
Navigation
Champ. panaméricains juniors 2005 Champ. panaméricains juniors 2009
Les 14es Championnats panaméricains juniors d'athlétisme ont eu lieu à São Paulo au Brésil, du 6 au 8 juillet 2007 dans le Stade Ícaro-de-Castro-Melo.

## Hommes
| Épreuve | Or                                                                          | Or             | Argent                                                                       | Argent         | Bronze                                                                   | Bronze         |
| --- | --------------------------------------------------------------------------- | -------------- | ---------------------------------------------------------------------------- | -------------- | ------------------------------------------------------------------------ | -------------- |
| 100 m Vent: −1,1 m/s | Keston Bledman Trinité-et-Tobago                                            | 10 s 32        | Yohan Blake Jamaïque                                                         | 10 s 34        | Arthur Wims États-Unis                                                   | 10 s 40        |
| 200 m Vent: −0,9 m/s | Arthur Wims États-Unis                                                      | 20 s 80        | Tyrell Cuffy Îles Caïmans                                                    | 20 s 83        | Dax Danns Guyana                                                         | 21 s 20        |
| 400 m | Bryshon Nellum États-Unis                                                   | 45 s 40        | Zwede Hewitt Trinité-et-Tobago                                               | 46 s 04        | Ade Alleyne-Forte Trinité-et-Tobago                                      | 46 s 27        |
| 800 m | Andrew Heaney Canada                                                        | 1 min 48 s 52  | Jamaal James Trinité-et-Tobago                                               | 1 min 48 s 87  | Jonathan Moore États-Unis                                                | 1 min 49 s 17  |
| 1 500 m | Matthew Centrowitz États-Unis                                               | 3 min 56 s 63  | Andrew Acosta États-Unis                                                     | 3 min 56 s 64  | Diego Borrego Mexique                                                    | 3 min 56 s 87  |
| 5 000 m | Diego Borrego Mexique                                                       | 14 min 33 s 16 | Elliott Heath États-Unis                                                     | 14 min 34 s 06 | Robson Pereira de Lima Brésil                                            | 14 min 34 s 23 |
| 10 000 m | Kenneth Klotz États-Unis                                                    | 31 min 04 s 57 | Jefferson Pena Colombie                                                      | 31 min 06 s 05 | Ademilson de Moraes Santana Brésil                                       | 31 min 28 s 28 |
| 110 m haies Vent: +0,9 m/s | Johnny Dutch États-Unis                                                     | 13 s 46 =CR    | Jorge McFarlane Pérou                                                        | 13 s 51        | Ryan Brathwaite Barbade                                                  | 13 s 61        |
| 400 m haies | Johnny Dutch États-Unis                                                     | 50 s 82        | Jason Perez États-Unis                                                       | 51 s 22        | Juan Pablo Maturana Colombie                                             | 51 s 38        |
| 3000 m steeple | Marvin Blanco Bompart Venezuela                                             | 9 min 04 s 38  | Luis A. Orta Millan Venezuela                                                | 9 min 06 s 59  | Osmani Calzado Mayan Cuba                                                | 9 min 08 s 19  |
| 4 × 100 m | États-Unis Arthur Wims Shane Crawford Kyle Stevenson Jonathon Williams      | 39 s 43        | Trinité-et-Tobago Abiola Glasgow Kendal Bacchus Kervin Morgan Keston Bledman | 40 s 11        | Colombie Jhon Riascos Álvaro Gómez Vladimir Valencia Juan Pablo Maturana | 40 s 40        |
| 4 × 400 m | Trinité-et-Tobago Zwede Hewitt Jovon Toppin Kervin Morgan Ade Alleyne-Forte | 3 min 05 s 70  | États-Unis Robert Simmons Christopher Ward Johnny Dutch Bryshon Nellum       | 3 min 06 s 15  | Jamaïque Denard Coote Riker Hylton Andre Peart Yohan Blake               | 3 min 06 s 17  |
| Saut en hauteur | Jamal Wilson Bahamas                                                        | 2,11 m         | Kevin Snyder États-Unis                                                      | 2,08 m         | Felipe Lobo Ribeiro Brésil                                               | 2,05 m         |
| Saut à la perche | Scott Roth États-Unis                                                       | 5,30 m         | Jordan Scott États-Unis                                                      | 5,10 m         | Rodrigo Tenorio Chili                                                    | 4,70 m         |
| Saut en longueur | Jorge McFarlane Pérou                                                       | 7,59 m         | Julian Reid Jamaïque                                                         | 7,55 m         | Diego Ferrin Équateur                                                    | 7,44 m         |
| Triple saut | Héctor Dairo Fuentes Cuba                                                   | 16,61 m        | Zuheir Sharif États-Unis                                                     | 16,23 m        | Kyron Blaise Trinité-et-Tobago                                           | 15,81 m        |
| Lancer du poids | Nicholas Robinson États-Unis                                                | 18,60 m        | Raymond Brown Jamaïque                                                       | 18,33 m        | Justin Greif Canada                                                      | 18,20 m        |
| Lancer du disque | Luke Bryant États-Unis                                                      | 59,45 m        | Nicholas Robinson États-Unis                                                 | 55,93 m        | Osmel Charlot Cardosa Cuba                                               | 54,80 m        |
| Lancer du marteau | Walter Henning États-Unis                                                   | 69,89 m        | Marco Requena Caraballo Porto Rico                                           | 63,65 m        | Wilfredo de Jesus Porto Rico                                             | 63,15 m        |
| Lancer du javelot | Victor Fatecha Paraguay                                                     | 75,43 m CR     | Christopher Hill États-Unis                                                  | 71,87 m        | Juan Jose Mendez Mexique                                                 | 70,68 m        |
| Décathlon | Diego dos Santos P. de Araújo Brésil                                        | 7 100 pts      | Nicholas Adcock États-Unis                                                   | 7 074 pts      | Jose Matagira Colombie                                                   | 6 778 pts      |
| 10 000 m marche | Mauricio José Arteaga Équateur                                              | 43 min 30 s 64 | Victor Hugo Mendoza Salvador                                                 | 43 min 57 s 74 | Dejaime Cesar de Oliveira Brésil                                         | 44 min 09 s 01 |
| Records et Performances - AR : Record continental (area record) - CR : Record des championnats (championship record) - MR : Record du meeting (meet record) - NR : Record national (national record) - OR : Record olympique (olympic record) - PR : Record paralympique (paralympic record) - PB : Record personnel (personal best) - SB : Meilleure performance personnelle de la saison (season's best) - WL : Meilleure performance mondiale de l'année (world leader) - WJR : Record du monde junior (world junior record) - WR : Record du monde (world record) Circonstances et Conditions - DNF : N'a pas terminé (did not finish) - DNS : N'a pas pris le départ (did not start) - DQ : Disqualification (disqualification) - NM : Aucun essai valable enregistré (No Mark) - Q : Qualifié « directement » au prochain tour (ou à la prochaine compétition), lors d'une compétition majeure, grâce au classement ou à la réalisation des minima (automatic qualifier) - q : Qualifié au prochain tour (ou à la prochaine compétition), lors d'une compétition majeure, grâce au repêchage ou à la réalisation de l'une des meilleures performances parmi celles des « non qualifiés directement » (grâce au meilleur temps ou à la meilleure distance par exemple) (secondary qualifier) |                                                                             |                |                                                                              |                |                                                                          |                |

## Femmes
| Épreuve | Or                                                                       | Or                | Argent | Argent         | Bronze                                                                     | Bronze         |
| --- | ------------------------------------------------------------------------ | ----------------- | --- | -------------- | -------------------------------------------------------------------------- | -------------- |
| 100 m Vent: +0,8 m/s | Lynne Layne États-Unis                                                   | 11 s 24 CR        | Rosangela Cristina Oliveira Santos Brésil                                                                                   | 11 s 44        | Schillonie Calvert Jamaïque                                                | 11 s 47        |
| 200 m Vent: +0,5 m/s | Bianca Knight États-Unis                                                 | 23 s 17           | Schillonie Calvert Jamaïque                                                                                                 | 23 s 23        | Samantha Henry Jamaïque                                                    | 23 s 26        |
| 400 m | Bobby-Gaye Wilkins Jamaïque                                              | 51 s 72 CR        | Jenna Martin Canada | 51 s 91        | Jessica Beard États-Unis                                                   | 51 s 91        |
| 800 m | Latavia Thomas États-Unis                                                | 2 min 06 s 59     | Jessica Smith Canada | 2 min 07 s 27  | Sheila Reid Canada                                                         | 2 min 08 s 13  |
| 1 500 m | Jessica Pixler États-Unis                                                | 4 min 21 s 09     | Lindsay Carson Canada | 4 min 24 s 06  | Yudisleidis Fuentes Canet Cuba                                             | 4 min 24 s 92  |
| 3 000 m | Nicole Blood États-Unis                                                  | 9 min 22 s 35     | Marie-Louise Asselin Canada                                                                                                 | 9 min 26 s 09  | Jessica O'Connell Canada                                                   | 9 min 56 s 33  |
| 5 000 m | Marie-Louise Asselin Canada                                              | 17 min 40 s 28    | Aisling Cuffie Cuba | 17 min 46 s 38 | Emily Sisson États-Unis                                                    | 17 min 47 s 81 |
| 100 m haies Vent: −0.8 m/s | Kristi Castlin États-Unis                                                | 13 s 02 CR        | Queen Harrison États-Unis                                                                                                   | 13 s 20        | Kimberley Laing Jamaïque                                                   | 13 s 85        |
| 400 m haies | Queen Harrison États-Unis                                                | 56 s 25 CR        | Janeil Bellille Trinité-et-Tobago                                                                                           | 56 s 94        | Jacquelyn Coward États-Unis                                                | 57 s 21        |
| 3000 m steeple | Danelle Woods Canada                                                     | 10 min 13 s 98    | Milena Perez Garcia Cuba | 10 min 20 s 93 | Kauren Tarver États-Unis                                                   | 10 min 52 s 08 |
| 4 × 100 m | États-Unis Kenyanna Wilson Shataya Hendricks Madison McNarry Lynne Layne | 43 s 71           | Brésil Ana Cláudia Lemos da Silva Barbara da Silva Leôncio Franciela das Graças Krasucki Rosangela Cristina Oliveira Santos | 43 s 98        | Trinité-et-Tobago Britney St Louis Semoy Hackett Sabe St Louis Nyoka Giles | 44 s 69        |
| 4 × 400 m | États-Unis Brandi Cross Latavia Thomas Brehanna Jacobs Jessica Beard     | 3 min 29 s 67 CR  | Trinité-et-Tobago Janeil Bellille Sabe St Louis Afia Walker Britney St Louis                                                | 3 min 35 s 28  | Jamaïque Andrea Reid Schillonie Calvert Samantha Henry Alicia Cutenar      | 3 min 42 s 17  |
| Saut en hauteur | Lesyani Mayor Gil Cuba                                                   | 1,85 m            | Patience Coleman États-Unis                                                                                                 | 1,79 m         | Daiana Sturtz Argentine                                                    | 1,73 m         |
| Saut à la perche | Alicia Rue États-Unis                                                    | 4,20 m CR         | Gabriella Duclos-Lasnier Canada                                                                                             | 4,15 m         | Keisa Monterola Venezuela                                                  | 4,10 m         |
| Saut en longueur | Jamesha Youngblood États-Unis                                            | 6,40 m            | Bianca Stuart Bahamas | 6,12 m         | Arantxa King Bermudes                                                      | 6,10 m         |
| Triple saut | Ke'Nyia Richardson États-Unis                                            | 13,55 m           | Kimberly Williams Jamaïque                                                                                                  | 13,38 m        | Ashika Charan États-Unis                                                   | 12,87 m        |
| Lancer du poids | Natalia Ducó Chili                                                       | 16,40 m           | Nneka Ugochukwu États-Unis                                                                                                  | 14,52 m        | Renata Tavares Severiano Brésil                                            | 13,96 m        |
| Lancer du disque | Emily Pendleton États-Unis                                               | 49,09 m           | Samanatha Musil États-Unis                                                                                                  | 46,50 m        | Luz Montano Colombie                                                       | 45,20 m        |
| Lancer du marteau | Marynna Karolyna de Jesus Dias Brésil                                    | 60,26 m           | Arianni Vichy Saladre Cuba                                                                                                  | 59,46 m        | Heather Steacy Canada                                                      | 54,49 m        |
| Lancer du javelot | Jucilene Sales de Lima Brésil                                            | 49,42 m           | Katryna Subeldia Paraguay                                                                                                   | 46,41 m        | Marissa Tschida États-Unis                                                 | 44,82 m        |
| Heptathlon | Brianne Theisen Canada                                                   | 5 413 pts         | Shana Woods États-Unis | 5 307 pts      | Giovana Aparecida Cavaleti Brésil                                          | 4 957 pts      |
| 10 000 m marche | Ingrid Hernandez Colombie                                                | 48 min 48 s 24 CR | Lauren Forgues États-Unis                                                                                                   | 51 min 43 s 43 | Fariluz Morales Pérou                                                      | 54 min 39 s 28 |
| Records et Performances - AR : Record continental (area record) - CR : Record des championnats (championship record) - MR : Record du meeting (meet record) - NR : Record national (national record) - OR : Record olympique (olympic record) - PR : Record paralympique (paralympic record) - PB : Record personnel (personal best) - SB : Meilleure performance personnelle de la saison (season's best) - WL : Meilleure performance mondiale de l'année (world leader) - WJR : Record du monde junior (world junior record) - WR : Record du monde (world record) Circonstances et Conditions - DNF : N'a pas terminé (did not finish) - DNS : N'a pas pris le départ (did not start) - DQ : Disqualification (disqualification) - NM : Aucun essai valable enregistré (No Mark) - Q : Qualifié « directement » au prochain tour (ou à la prochaine compétition), lors d'une compétition majeure, grâce au classement ou à la réalisation des minima (automatic qualifier) - q : Qualifié au prochain tour (ou à la prochaine compétition), lors d'une compétition majeure, grâce au repêchage ou à la réalisation de l'une des meilleures performances parmi celles des « non qualifiés directement » (grâce au meilleur temps ou à la meilleure distance par exemple) (secondary qualifier) |                                                                          |                   | |                |                                                                            |                |